# Samantha Gilabert i Garrido
Samantha Gilabert i Garrido, coneguda monònimament com a Samantha Gilabert i Garrido   (Beniarrés, 6 de febrer de 1994), és una cantant valenciana. Es va donar a conèixer amb el seu grup musical Cactus i com a concursant en l'onzena edició del concurs de televisió Operación Triunfo 2020. També ha publicat el poemari Temps el 2015 (Petit editor).
Al setembre del 2020, el seu segon senzill, «Quiero que vuelvas», va aconseguir ser número 1 a Spotify a més de cinc països de llengua espanyola. La versió valenciana, més íntima, de la mateixa cançó, «Espere que tornes», també va situar-se al número 1 de vendes.
El 2020 va ser membre del jurat del programa d'À Punt Duel de veus, juntament amb Eugeni Alemany i Sole Giménez. Al juny del 2023 va publicar el seu nou àlbum, Antídoto, amb tres cançons en català («4 vents», «M'han robat el sol» i «Soc la d'ahir»).

## Biografia
Filla de família treballadora, Samantha va nàixer amb hipoacúsia neurosensorial. Va estudiar llenguatge musical, piano, i el grau mitjà d'Administració i el grau superior de Turisme a les Illes Canàries. Sota l'influx de Calle 13 i Orxata Sound System, formà el grup de rap i «electro-urban» de l'escena alternativa valenciana Cactus, amb el qual publicà dos treballs discogràfics amb la producció de Mark Dasousa i que els permeté tocar en festivals com el Festivern. En el seu primer videoclip, «Cactustyle», amb un estilisme d'acord amb la imatge transgressora i macarra de la cançó, Samantha hi aparegué amb un bat de beisbol amb tatxes, prenent la personalitat de Harley Quinn, còmplice i amant del personatge Joker.
A la gala d'inauguració d'Operación Triunfo va cantar una versió del tema clàssic «Que tinguem sort», de Lluís Llach, una reivindicació lingüística en català que coincidí amb un altre episodi reivindicatiu, el fet d'haver estat militant de l'Assemblea de Joves del Comtat.
Al Festival de la Cançó d'Eurovisió 2021 va ser membre del jurat professional de l'Estat espanyol, juntament amb Nerea Rodríguez, Antonio Hueso, María Peláe i David Santisteban.
Amb motiu de la Diada Nacional del País Valencià el 9 d'octubre de 2021, es va fer públic un vídeo fet amb el programa À Punt en el qual Samantha interpretà la cançó «Mi tierra», afegint-hi estrofes en valencià, amb la veu de Nino Bravo, el cantant d'Aielo de Malferit.

## Discografia
Amb Cactus
- Cactus (Halley Supernova, 2018)[5]
- Roma (Halley Supernova, 2019)

En solitari
- «Sin más» (Música Global, senzill, 2020)[9]
- «Espere que tornes» (Música Global, senzill, 2020)[10][11]
- Nada (Música Global, EP, 2020)[12]
- Antídoto (2023)